# Ernst Koref
Ernst Koref (11. března 1891 Linec – 15. listopadu 1988 Linec) byl rakouský politik z Horních Rakous, poslanec rakouské Národní rady, člen rakouské Spolkové rady a poválečný starosta Lince.

## Biografie
Starostou města byl od 7. května 1945 do 10. září 1962. Byl členem Sociálně demokratické strany Rakouska (SPÖ). Předtím byl od roku 1927 do roku 1934 a znovu od roku 1945 členem obecního zastupitelstva.
Vychodil národní školu a gymnázium v Linci. Maturoval v roce 1909. V letech 1909–1914 vystudoval Vídeňskou univerzitu. Roku 1914 byl promován. Roku 1918 složil učitelské zkoušky. Od roku 1919 do roku 1922 působil jako pedagog. V letech 1922–1930 pracoval jako konceptní úředník na horonorakouské zemské školní radě, v oddělení středních škol. Od roku 1935 do roku 1945 byl soukromým učitelem. V roce 1934 a znovu roku 1944 byl z politických důvodů držen ve vazbě. Po nuceném penzionování byl v roce 1945 znovu přijat do služebního poměru. V roce 1957 se stal školním inspektorem.
Do sociální demokracie vstoupil roku 1918. V roce 1923 se stal členem jejího zemského předsednictva. V letech 1945–1957 působil coby zemský předseda SPÖ v Horních Rakousích. Od roku 1930 do roku 1934 a znovu od roku 1945 až do roku 1958 zasedal jako poslanec rakouské Národní rady za sociální demokraty, pak v letech 1958–1965 zasedal jako člen rakouské Spolkové rady.